# Campylorhynchus humilis
El cucarachero de Sclater (Campylorhynchus humilis) es una especie de ave paseriforme de la familia Troglodytidae propia del sur de México y Guatemala. Anteriormente se consideraba una subespecie del cucarachero nuquirrufo.

## Distribución y hábitat
Se encuentra en las regiones semiáridas y costeras desde el suroeste de México hasta el oeste de Guatemala. 